# تکنسین مهندسی

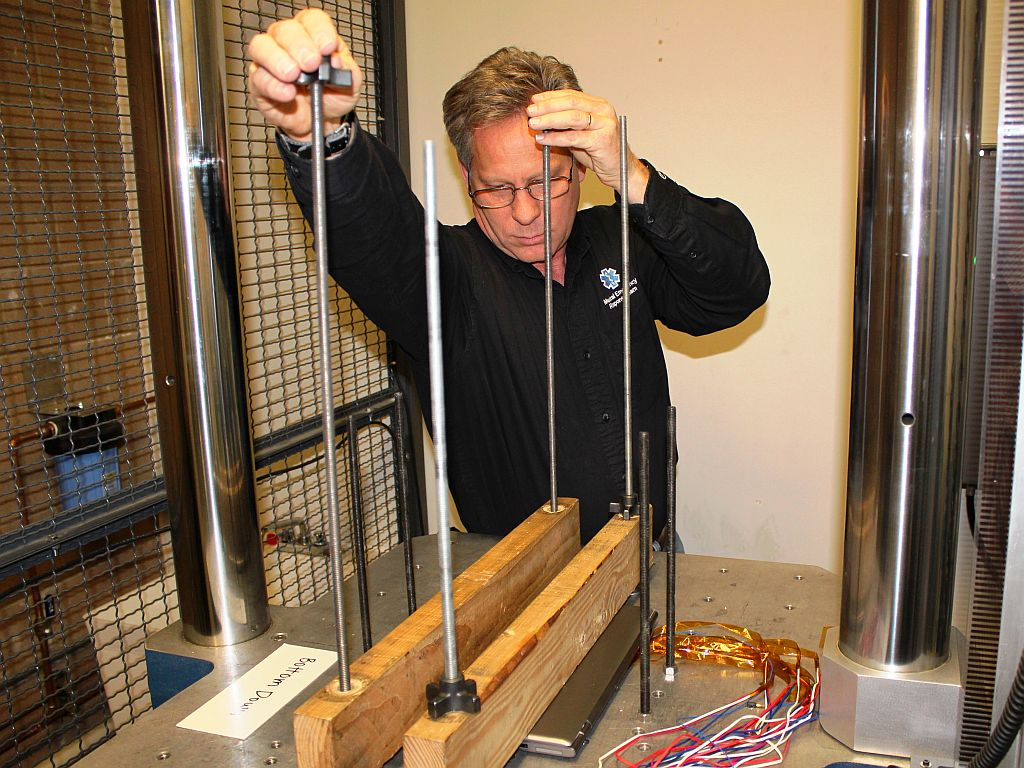
تکنسین مهندسی

تکنسین مهندسی (انگلیسی: Engineering technologist) یا مهندس کاربردی، به فردی حرفه‌ای در بخش‌هایی از دانش مهندسی اطلاق می‌شود که بدون داشتن مدرک مهندسی دانشگاهی، از طریق آموزش کاربردی در زمینه‌هایی از تکنولوژی‌های مهندسی دارای تخصص اجرایی می‌باشد. آموزش تکنسین‌های مهندسی بیشتر بر بخش‌های کاربردی و کمتر در حوزه‌های نظری از علوم مهندسی متمرکز می‌باشد. تکنولوژیست‌های مهندسی اغلب به مهندسان حرفه‌ای کمک می‌کنند، اما بعد از سال‌ها تجربه کاری، می‌توانند گروه مهندسان را نیز راهبری نمایند. حوزه‌های کاری تکنسین‌های مهندسی شامل طراحی، ساخت و توسعه محصول را در بر می‌گیرد. همچنین همانند مهندسان، تکنسین‌های مهندسی گاهی اوقات به سمت مدیریت ارشد در صنایع مختلف نیز می‌رسند.